# The Grand Tour (George Jones)
The Grand Tour è un album in studio del cantante statunitense George Jones, pubblicato nel 1974.

## Tracce
1. The Grand Tour (Norro Wilson, George Richey, Carmol Taylor) – 3:06
2. Darlin' (Ray Griff) – 2:05
3. Pass Me By (If You're Only Passing Through) (H. B. Hall) – 2:59
4. She'll Love the One She's With (Hank Cochran, Grady Martin) – 2:45
5. Once You've Had the Best (Johnny Paycheck) – 2:40
6. The Weatherman (Norro Wilson, George Richey, Carmol Taylor) – 2:14
7. Borrowed Angel (Mel Street) – 3:04
8. She Told Me So (Bobby Braddock) – 2:54
9. Mary Don't Go 'Round (Earl Montgomery, J. R. Richards) – 2:06
10. Who Will I Be Loving Now (Carmol Taylor, Agnes Wilson) – 2:30
11. Our Private Life (George Jones, Tammy Wynette) – 2:20